# Амбасада Норвешке у Џуби
Амбасада Норвешке у Џуби (енгл. Norwegian Embassy in Juba) је дипломатско представништво Норвешке које се налази у главном граду афричке државе Јужни Судан, Џуби. За првог амбасадора изабрана је Ингрид Офстад.